# Тенева из Глазго
Тенева из Глазго (VII век) — принцесса британская, святая Католической церкви, память 18 июня (по иным сведениям — 18 июля).
Святая Тенева (Theneva), также известная как Двинвен (Dwynwen), Танея (Thaney), Теноу (Thenaw), Теног (Thenog), или Тенова (Thenova), мать св. Кентигерна, была британской принцессой. Когда стало известно, что она от связи с Оуэном ап Уриеном беременна, будучи вне брака, то её сбросили со скалы. Оставшись невредимой, она затем сплавилась по течению на лодке до Ферт-оф-Форта (Firth of Forth). Думали, что она погибнет в море, но Бог хранил её и оставил в живых. Она высадилась в Калроссе (Culross), где о ней позаботился св. Сёрф, и родила св. Кентигерна, которого его названный отец, св. Сёрф, называл Мунго, («милый»). Её имя носят площадь св. Енох (Enoch) и вокзал в Глазго, Шотландия. Она и её сын считаются покровителями Глазго.